# Cornelis Hendrikszoon Ouman
Cornelis Hendrikszoon Ouman foi um administrador com o estatuto de Director, o 2.º e último durante o período da ocupação holandesa da colónia portuguesa de Angola. Exerceu o cargo entre 1642 e 1648. Foi antecedido por Pieter Moorthamer.